# 캄퐁참주

캄퐁참 주

캄퐁참주(크메르어: ខេត្តកំពង់ចាម)는 캄보디아 동부에 위치한 주로, 주도는 캄퐁참이며 인구는 1,680,694명(2008년 기준), 면적은 9,799km2, 인구밀도는 171.5명/km2이다. 캄보디아에서 인구가 가장 많은 주이다.

## 같이 보기
- 크메르족
- 참파
- 캄퐁참